# Loughlin Kealy
Loughlin Kealy (* August 1942 in Dublin) ist ein irischer Architekt und Professor emeritus für Architektur und Denkmalpflege an der University of Dublin.

## Leben
Loughlin Kealy studierte von 1964 bis 1969 Architektur am University College Dublin (UCD) und der University of California, Berkeley. Er ist Fellow des Royal Institute of the Architects of Ireland. Seine Professur an der UCD, School of Architecture, Landscape and Civil Engineering, umfasste die Theorie und Geschichte der Architektur. Sein Forschungs- und Lehrgebiet dehnte er dann auf die Bewahrung der Baukultur in Irland und auf internationale Baukultur aus. Als Sachverständiger war er Teil zahlreicher irischer Gremien bei der Sanierung kulturtouristischer Stätten.